# Galvezia
Galvezia je maleni biljni rod iz porodice trpučevki , dio potporodice Antirrhinoideae. 
Sastoji se od pet vrsta južnoameričkih grmova iz Perua, Ekvadora i Galapagosa; sve vrste su endemi. Tipična je Galvezia fruticosa. .

## Etimologija
Nazvan je u čast Joséa de Gálveza, kolonijalnog dužnosnika u Novoj Španjolskoj tijekom 1700-ih.

## Vrste
1. Galvezia elisensii M.O.Dillon & Quip.; Peru
2. Galvezia fruticosa J.F.Gmel.; Peru
3. Galvezia grandiflora (Benth.) Wettst.; Peru
4. Galvezia lanceolata Pennell; Ekvador
5. Galvezia leucantha Wiggins; Galapagos

## Sinonimi
- Agassizia Chav.; Monog. Antirrh. 180. t. 11 (1830)